# 1043
1043 (MXLIII) fue un año común comenzado en sábado del calendario juliano.

## Acontecimientos
- Londres cumple su primer milenio de haber sido fundada
- 4 de febrero - España: Se nombra rey de Málaga a Idris II.

## Nacimientos
- Sancho Ramírez de Aragón, rey aragonés. Hijo de Ramiro I de Aragón y de la reina Gisberga.

## Fallecimientos
- Jorge Maniaces,  general bizantino y catapán de Italia en 1042.